# À cœur battant (film)
Pour plus de détails, voir Fiche technique et Distribution.
À cœur battant est un film franco-israélien réalisé par Keren Ben Rafael, sorti en 2019.

## Fiche technique
- Titre français : À cœur battant
- Réalisation : Keren Ben Rafael
- Scénario : Keren Ben Rafael et Élise Benroubi
- Photographie : Damien Dufresne
- Pays d'origine : France - Israël
- Genre : drame
- Date de sortie : 2019

## Distribution
- Judith Chemla : Julie
- Arieh Worthalter : Yuval
- Lenny Dahan : Lenny
- Noémie Lvovsky : Chantal
- Bastien Bouillon : Charles
- Vassili Schneider : Roméo
- Gil Weiss : Aner
- Joy Rieger : Yali